# تيم كيش
تيم كيش (بالإنجليزية: Tim Kish)‏ هو لاعب كرة قدم أمريكية أمريكي، ولد في 1 يوليو 1954 في ويستيرفيل في الولايات المتحدة.